# Ямагучі Фалькао Флорентіно
Ямагучі Фалькао Флорентіно  (порт. Yamaguchi Falcão Florentino, 24 грудня 1987) — бразильський професійний боксер, призер Олімпійських, Панамериканських і Південноамериканських ігор.
Ямагучі — старший брат срібного олімпійського медаліста з боксу 2012 року у вазі до 75 кг Есківа Фалькао Флорентіно.

## Аматорська кар'єра
На чемпіонаті світу 2009 в категорії до 75 кг переміг двох суперників, а в 1/8 фіналу програв Аббосу Атоєву (Узбекистан).
На Південноамериканських іграх 2010 завоював бронзову медаль.
На чемпіонаті світу 2011 в категорії до 81 кг переміг двох суперників, а в 1/8 фіналу програв Елшоду Расулову (Узбекистан).
На Панамериканських іграх 2011 переміг двох суперників, а у фіналі програв Хуліо Сезар Ла Крузу (Куба).
На Олімпійських іграх 2012 завоював бронзову медаль.
- В 1/16 фіналу переміг Суміта Сангван (Індія) — 15-14
- В 1/8 фіналу переміг Менг Фанлонг (Китай) — 17(+)-17
- У чвертьфіналі переміг Хуліо Сезар Ла Круза (Куба) — 18-15
- У півфіналі програв Єгору Мехонцеву (Росія) — 11-23

## Професіональна кар'єра
2014 року Ямагучі дебютував на професійному рингу. Впродовж 2014—2023 років провів 25 боїв (один був визнаний таким, що не відбувся). Першої поразки зазнав 2019 року від Крістофера Пірсона (США) в бою за вакантний титул WBC Latino у середній вазі. 22 квітня 2023 року вийшов на бій проти чемпіона WBA (Regular) у другій середній вазі Девіда Моррелла (Куба) і програв нокаутом в першому раунді.